# 勐拉
勐拉，又称小勐拉（为了区别于云南的勐腊），傣語即爲茶鄉，缅甸掸邦东部第四特区首府，位於緬甸東北部，比鄰中國雲南省西雙版納。勐拉現為掸邦东部民族民主同盟军控制和管理，实际独立于缅甸政府。勐拉的主要民族为傣族、汉族、僾尼族和佤族，通用汉语西南官話。使用緬甸標準時間與北京时间，主要流通货币为人民币。
勐拉曾经以博彩业和动物皮毛交易而闻名。人口约为8.5万。